# جتی پاارل
جتی پاارل (به انگلیسی: Jetty Paerl) (زاده ۲۷ می ۱۹۲۱-درگذشته ۲۲ اوت ۲۰۱۳) خواننده هلندی بود.
او نماینده هلند در یوروویژن ۱۹۵۶ بود.